# Municipio de Santiago Atitlán
El municipio de Santiago Atitlán es uno de los 570 municipios en que se encuentra dividido el estado mexicano de Oaxaca, se encuentra en la Sierra Mixe y su cabecera es la población del mismo nombre.

## Geografía
El municipio de Santiago Atitlán se encuentra localizado en centro-oeste del estado de Oaxaca, forma parte del distrito de Mixe y de la región Sierra Norte. Tiene una extensión territorial de 71 043 kilómetros cuadrados que equivalen al 0.08 % de la extensión total del estado de Oaxaca. Sus coordenadas geográficas extremas son 17°2′ - 18°9′ de latitud norte y 95°51′ - 96°0′ de longitud oeste y su altitud va de los 600 a los 2900 metros sobre el nivel del mar.
Sus límites corresponden al norte con el municipio de Santiago Zacatepec, al noroeste con el municipio de Santa María Tlahuitoltepec, al suroeste con el municipio de Tamazulápam del Espíritu Santo, al sur con el municipio de Asunción Cacalotepec y al este con el municipio de Santa María Alotepec.

## Demografía
De acuerdo a los resultados del Censo de Población y Vivienda realizado en 2010 por el Instituto Nacional de Estadística y Geografía; la población total del municipio de Santiago Atitlán es de 3 180 habitantes, de los cuales 1 618 son hombres y 1 562 son mujeres.
La densidad de población asciende a un total de 44.76 personas por kilómetro cuadrado.

### Localidades
El municipio incluye en su territorio un total de 17 localidades. Las principales, considerando su población del censo de 2010 son:
| Localidad             | Población |
| Total Municipio       | 3 180     |
| Estancia de Morelos   | 564       |
| Santiago Atitlán      | 535       |
| El Rodeo              | 438       |
| El Calvario           | 369       |
| Potrero               | 322       |
| San Sebastián Atitlán | 228       |

## Política
El gobierno de Santiago Atitlán se rige por principio de usos y costumbres que se encuentra vigente en un total de 424 municipios del estado de Oaxaca y en las cuales la elección de autoridades se realiza mediante las tradiciones locales y sin la intervención de los partidos políticos. 
El ayuntamiento de Santiago Atitlán está integrado por el presidente municipal, un síndico y un cabildo integrado por cuatro regidores.

### Representación legislativa
Para la elección de diputados locales al Congreso de Oaxaca y de diputados federales a la Cámara de Diputados federal, el municipio de Santiago Atitlán se encuentra integrado en los siguientes distritos electorales:
Local:
- Distrito electoral local de 10 de Oaxaca con cabecera en San Pedro y San Pablo Ayutla.[4]

Federal:
- Distrito electoral federal 4 de Oaxaca con cabecera en Tlacolula de Matamoros.[5]